# غروت بريجس جيف شيرنز 2018
غروت بريجس جيف شيرنز 2018 (بالهولندية: Grote Prijs Jef Scherens-Rondom Leuven )‏ هو سباق دراجات هوائية، وهو الموسم رقم 52 من السباق، وأقيم في 16 سبتمبر 2018، وامتدّ لمسافة 185.7 كيلومتر، وهو أحد سباقات طواف أوروبا للدراجات 2018، وهو من نوع سباق يوم واحد، وهو من نوع سباق الدراجات، وهو من نوع حدث، وقد شارك في السباق 158 متسابقاً ووصل إلى نهايته 98 متسابقاً.
.

## الفرق
| فرق عالمية (3)- Lotto Soudal - Trek-Segafredo - Lotto NL-Jumbo فرق قارية محترفة (9)- Hagens Berman Jayco ‏ - رومبوت تشارلز ‏ - Israel Cycling Academy - سبورت فلاندرين بالويس 2018 ‏ - Vérandas Willems-Crelan ‏ - Fortuneo-Samsic - Wanty-Groupe Gobert - بنجوال باوليز ساوكس دبليو بي ‏ - فيتال كونسبت 2018 ‏ فرق قارية (11)- Team Metalced ‏ - Joker Fuel of Norway ‏ - لفيف 2018 ‏ - سوبرانو هام ايزوريكس 2018 ‏ - بوديسول يوروميليونز بول كونتيننتال والون 2018 ‏ - SEG Racing Academy ‏ - إتش بي بي تي بي – أوبير 93 ‏ - كووب 2018 ‏ - Leopard TOGT Pro Cycling ‏ - بيت سايكلنج ‏ - Sauerland NRW-SKS Germany ‏ |  |
| |  |

## الفائزون
| الترتيب | الفائز |
| ------- | ------ |

## وصلات خارجية
- الموقع الرسمي
- لمحة عن سباق غروت بريجس جيف شيرنز 2018 على موقع  ProCyclingStats   (برو  سايكلنج  ستاتس) - إحصاءات  محترفي  الدراجات.
- غروت بريجس جيف شيرنز 2018 على موقع إحصائيات الدراجات الإحترافية (الإنجليزية)